# Cimetière de la Guicharde de Sanary-sur-Mer
Le cimetière de la Guicharde est l'un des deux cimetières municipaux de la ville de Sanary-sur-Mer dans le Var et le plus récent puisqu'il a ouvert au milieu du XXe siècle.

## Histoire et description
Le cimetière ancien de Sanary n'étant pas suffisant, la municipalité ouvre un nouveau cimetière sur un terrain plat dans les années 1950. Il est agrandi en 1980. De plan rectangulaire, les allées rectilignes se coupent à angle droit et certaines sont plantées d'arbres La sépulture la plus connue est celle de l'actrice Marie-France Pisier dont l'époux est propriétaire d'une résidence dans les environs. Elle est inhumée dans la concession Duhamel-Funck-Brentano, allée des Pivoines.

## Personnalités inhumées
- Jacques Duhamel (1924-1977), homme politique, député, ancien ministre des affaires culturelles
- Colette Duhamel-Gallimard née Rousselot (1924-2008), veuve de Jacques Duhamel, puis épouse de Claude Gallimard
- Jean-Louis Funck-Brentano (1924-1997), professeur de médecine
- André Salmon (1881-1969), homme de lettres
- Moïse Kisling (1891-1953), peintre
- Pierre Merlin (1906-1980), journaliste
- Évelyne Pisier (1941-2017), politologue, sœur de la suivante, première épouse de Bernard Kouchner, puis d'Olivier Duhamel
- Marie-France Pisier (1944-2011), actrice[5]
- Jean Vernier (1905-1980), Compagnon de la Libération[6]